# 下関西道路
下関西道路（しものせきにしどうろ）は、山口県下関市内を通る地域高規格道路である。

## 概要
下関西道路は、下関北九州道路と一体となって、日本海国土軸、西日本国土軸、太平洋新国土軸の一端を形成する道路で、中国縦貫自動車道と北九州都市高速道路を直結し、地域連携ネットワークを構成する約10 ｋｍの地域高規格道路である。全区間が計画路線に指定されている。
| 路線名     | 区間                     | 事業名               | 候補路線 | 計画路線          | 調査区間 | 整備区間        | 延長  |
| ---------- | ------------------------ | -------------------- | -------- | ----------------- | -------- | --------------- | ----- |
| 下関西道路 | 下関市～下関市武久町     | －                   | H6.12.16 | H10.6.16 L=約10km | 未定     | 未定            |       |
| 下関西道路 | 下関市武久町～下関市垢田 | 国道191号 下関北ＢＰ | H6.12.16 | H10.6.16 L=約10km | －       | H10.12.18 L=3km | 2.8km |
| 下関西道路 | 下関市垢田～下関市       | －                   | H6.12.16 | H10.6.16 L=約10km | 未定     | 未定            |       |

下関北バイパス（約6.8 km）の一部区間（2.8 km）が下関西道路に指定されている。

## 歴史
- 1998年（平成10年）6月16日 ： 計画路線に指定。